# Дебелт
Дèбелт е село в Югоизточна България, област Бургас, община Средец.

## География
Селото е разположено на 10 km източно от общинския център Средец и на 22 km западно от областния център Бургас, в полите на Странджа планина.

## История
Дебелт съществува още от времето на Римската империя, когато е било с името Деултум в границите на колония Флавия. В землището на селото има и тракийски могили, но няма данни за името на тогавашното селище. Селото е обект на археологически проучвания. Разкрити са стари римски терми и основи на дворец. В селото има археологически музей, в който са изложени откритите предмети от археологическите разкопки.
След като Източната Римска империя отстъпва областта Загоре на България в началото на VIII век, пристанището Месемврия постепенно запада, изместено от новосъздаденото пристанище Порос (по-късно Деултум) при днешното село Дебелт.
Старото име на селото е Якезли (до 1934 г.). След Междусъюзническата война в 1913 г. 76 български семейства от Източна Тракия се заселват в Якезли. Най-голям е броят на преселниците от село Докузюк (44 семейства), следвано от Гечкенли (16 семейства), Теслим (4 семейства), Селиолу (2 семейства), Тарфа (2 семейства) и други.
Със заповед от 14 август 1934 г. селото е преименувано на Дебелт.
През 1985 г. Дебелт има 1739 жители.
В Дебелт се е намирала дисциплинарната рота („дисципът“) на Строителни войски.  Днес там е разположено затворническо общежитие от закрит тип, част от Бургаския затвор.

## Население

### Етнически състав
Преброяване на населението през 2011 г.
Численост и дял на етническите групи според преброяването на населението през 2011 г.:
|                     | Численост |
| Общо                | 1858      |
| Българи             | 881       |
| Турци               | 21        |
| Цигани              | 59        |
| Други               | 6         |
| Не се самоопределят | 6         |
| Неотговорили        | 885       |

## Галерия
- Сградата на кметството в Дебелт
- Читалище „Светлина“
- Сградата на археологическия обект Деултум
- Изглед от Античния Деултум